# Россітер (Пенсільванія)
Россітер (англ. Rossiter) — переписна місцевість (CDP) в США, в окрузі Індіана штату Пенсільванія. Населення — 537 осіб (2020).

## Географія
Россітер розташований за координатами 40°54′3″ пн. ш. 78°56′9″ зх. д. / 40.90083° пн. ш. 78.93583° зх. д. (40.900773, -78.935947).  За даними Бюро перепису населення США в 2010 році переписна місцевість мала площу 4,89 км², з яких 4,88 км² — суходіл та 0,00 км² — водойми.

## Демографія
Згідно з переписом 2010 року, у переписній місцевості мешкало 646 осіб у 227 домогосподарствах у складі 146 родин. Густота населення становила 132 особи/км².  Було 272 помешкання (56/км²).
Расовий склад населення:
| - 98,9 % — білих - 0,8 % — корінних американців - 0,2 % — чорних або афроамериканців |

До двох чи більше рас належало 0,2 %. Частка іспаномовних становила 0,2 % від усіх жителів.
За віковим діапазоном населення розподілялося таким чином: 14,9 % — особи молодші 18 років, 62,5 % — особи у віці 18—64 років, 22,6 % — особи у віці 65 років та старші. Медіана віку мешканця становила 49,3 року. На 100 осіб жіночої статі у переписній місцевості припадало 138,4 чоловіків;  на 100 жінок у віці від 18 років та старших — 142,3 чоловіків також старших 18 років.
Середній дохід на одне домашнє господарство  становив 48 526 доларів США (медіана — 38 382), а середній дохід на одну сім'ю — 62 988 доларів (медіана — 48 750). Медіана доходів становила 40 208 доларів для чоловіків та 26 953 долари для жінок. За межею бідності перебувало 25,4 % осіб, у тому числі 20,6 % дітей у віці до 18 років та 11,7 % осіб у віці 65 років та старших.
Цивільне працевлаштоване населення становило 238 осіб. Основні галузі зайнятості: освіта, охорона здоров'я та соціальна допомога — 36,1 %, виробництво — 13,9 %, роздрібна торгівля — 13,0 %.